# 答儿麻
答儿麻（?—?），元朝大臣，元惠宗时中书參知政事，元世祖忽必烈玄孙，云南王老的的次子。
至正六年（1346年）七月丙申，以朶兒直班為中書右丞，答兒麻為參知政事。至正十三年（1353年）十二月癸丑，以答兒麻的哥哥西安王阿剌忒纳失里為豫王；答兒麻討南陽反元义军有功，把西安王印给他，命鎮寵吉兒之地。